# Geitodoris pusae
Geitodoris pusae är en snäckart som först beskrevs av Er. Marcus 1955.  Geitodoris pusae ingår i släktet Geitodoris och familjen Discodorididae. Inga underarter finns listade i Catalogue of Life.